# Vasil Dragolov
Vasil Dragolov (in bulgaro Васил Драголов?; Katunitsa, 17 marzo 1962) è un ex calciatore bulgaro, di ruolo attaccante.

## Palmarès
- Campionato bulgaro: 1

Beroe: 1985-1986